# 8681 Burs
8681 Burs (1992 EN9) là một tiểu hành tinh vành đai chính.